# Billy Lucas
William Henry "Billy" Lucas (15. januar 1918 - 1998) var en walisisk fodboldspiller (winghalf) og -træner. Han spillede en årrække hos Swansea City og Newport County i hjemlandet, og tilbragte også en stor del af karrieren i England, hvor han i 11 år repræsenterede Swindon Town. Han vandt den walisiske pokalturnering med Swansea i 1950.
Lucas spillede desuden syv kampe for Wales' landshold, som han debuterede for 23. oktober 1948 i et opgør mod Skotland.

## Titler
Welsh Cup
- 1950 med Swansea City